# Rio Ciuta Mare
O Rio Ciuta Mare é um rio da Romênia, afluente do Bâsca Mică, localizado no distrito de Buzău.